# Francisco Simón Conesa Ferrer

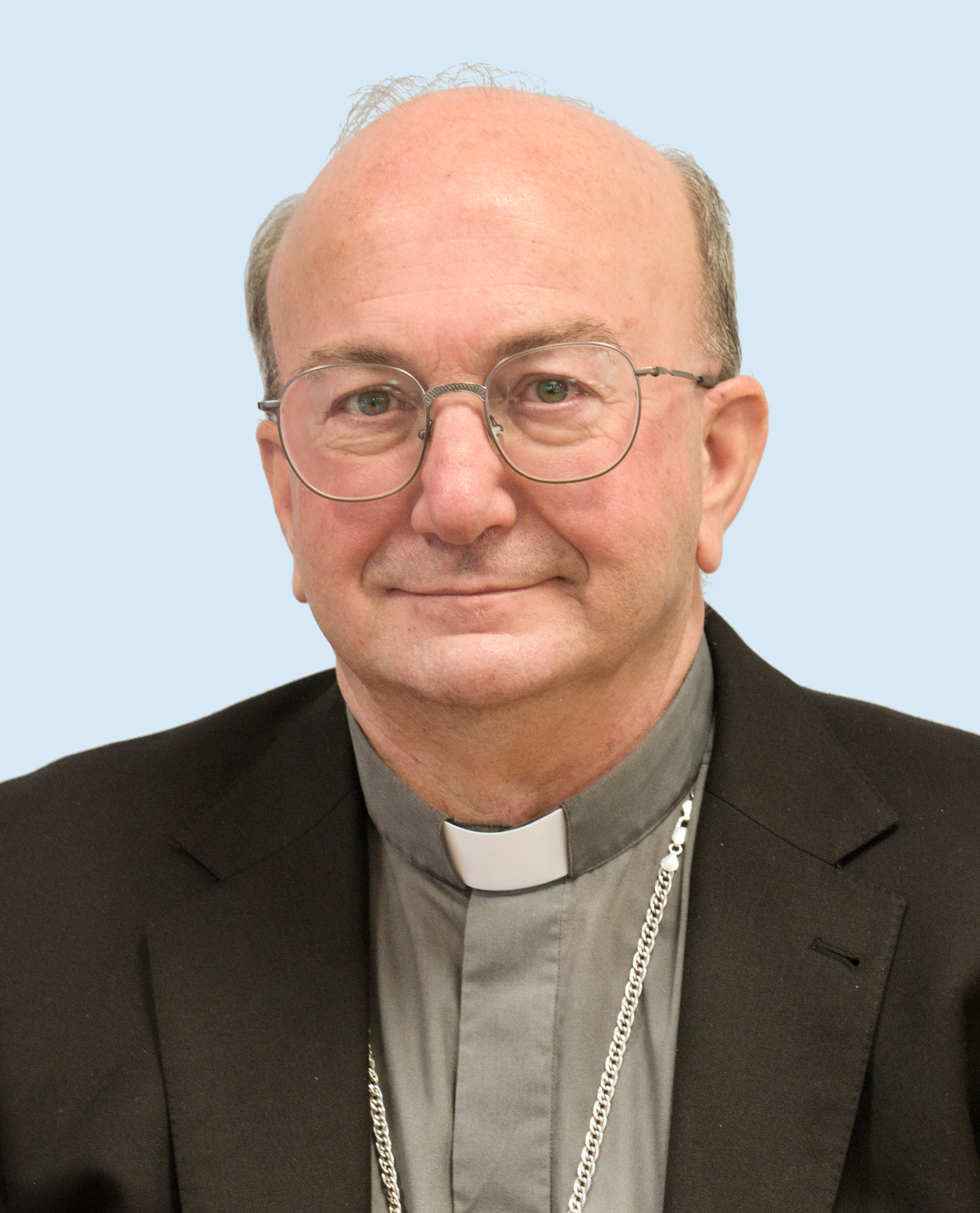
Francisco Conesa (2022)

Bischofswappen von Francisco Simón Conesa Ferrer als Bischof von Menorca

Francisco Simón Conesa Ferrer (* 25. August 1961 in Alicante) ist ein spanischer Geistlicher und römisch-katholischer Bischof von Solsona.

## Leben
Francisco Simón Conesa Ferrer empfing am 29. September 1985 das Sakrament der Priesterweihe für das Bistum Orihuela-Alicante.
Am 27. Oktober 2016 ernannte ihn Papst Franziskus zum Bischof von Menorca. Der Erzbischof von Valencia, Antonio Kardinal Cañizares Llovera, spendete ihm am 7. Januar des folgenden Jahres in der Kathedrale Santa Maria de Ciutadella auf Menorca die Bischofsweihe. Mitkonsekratoren waren der Erzbischof von Valladolid, Ricardo Kardinal Blázquez Pérez, und der Bischof von Orihuela-Alicante, Jesús Murgui Soriano.
Papst Franziskus bestellte ihn am 3. Januar 2022 zum Bischof von Solsona. Die Amtseinführung fand am 12. März desselben Jahres statt.